# Markgrafschaft Hachberg-Sausenberg

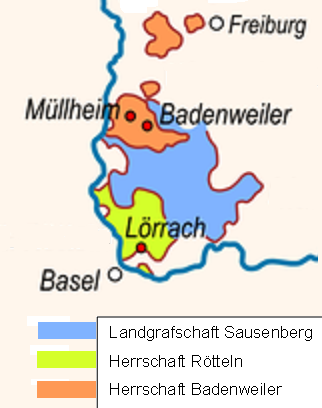
Markgrafschaft Hachberg-Sausenberg (nach 1444)

Die Markgrafschaft Hachberg-Sausenberg entstand im Jahre 1306 durch Abspaltung von der Markgrafschaft Baden-Hachberg. Heinrich III. und sein Bruder Rudolf I. teilten das Erbe ihres Vaters Heinrich II. Die Markgrafschaft existierte als selbständiges Territorium im Deutschen Reich von 1306 bis 1503. Die Herren der Markgrafschaft waren mit dem Adelsgeschlecht der Zähringer stammverwandt.

## Geschichte

### Die Erbteilung 1306

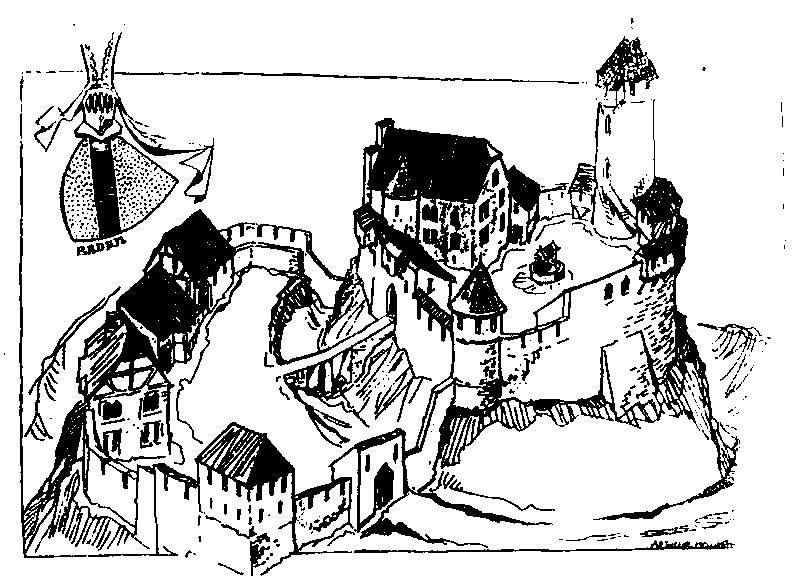
Sausenburg (Rekonstruktion)

Nach dem Tod ihres Vaters Heinrich II. regierten die Brüder Heinrich III. und Rudolf I. die Markgrafschaft Baden-Hachberg zunächst gemeinsam. Um 1306 erfolgte dann die Teilung der Markgrafschaft. Während Heinrich die Hauptlinie in Hachberg weiterführte, erhielt Rudolf die weiter südlich gelegene Herrschaft Sausenberg, die Markgraf Heinrich II. 1232 vom Kloster St. Blasien erworben hatte. Auch die Vogtei über die Propsteien Bürgeln, Sitzenkirch und Weitenau des Klosters St. Blasien gehörte dazu.
Herrschaftszentrum und Stammsitz war zunächst die Sausenburg, die vor 1246 zur Absicherung der neu erworbenen Gebiete errichtet wurde.

### Die Röttler Erbschaft (1315)

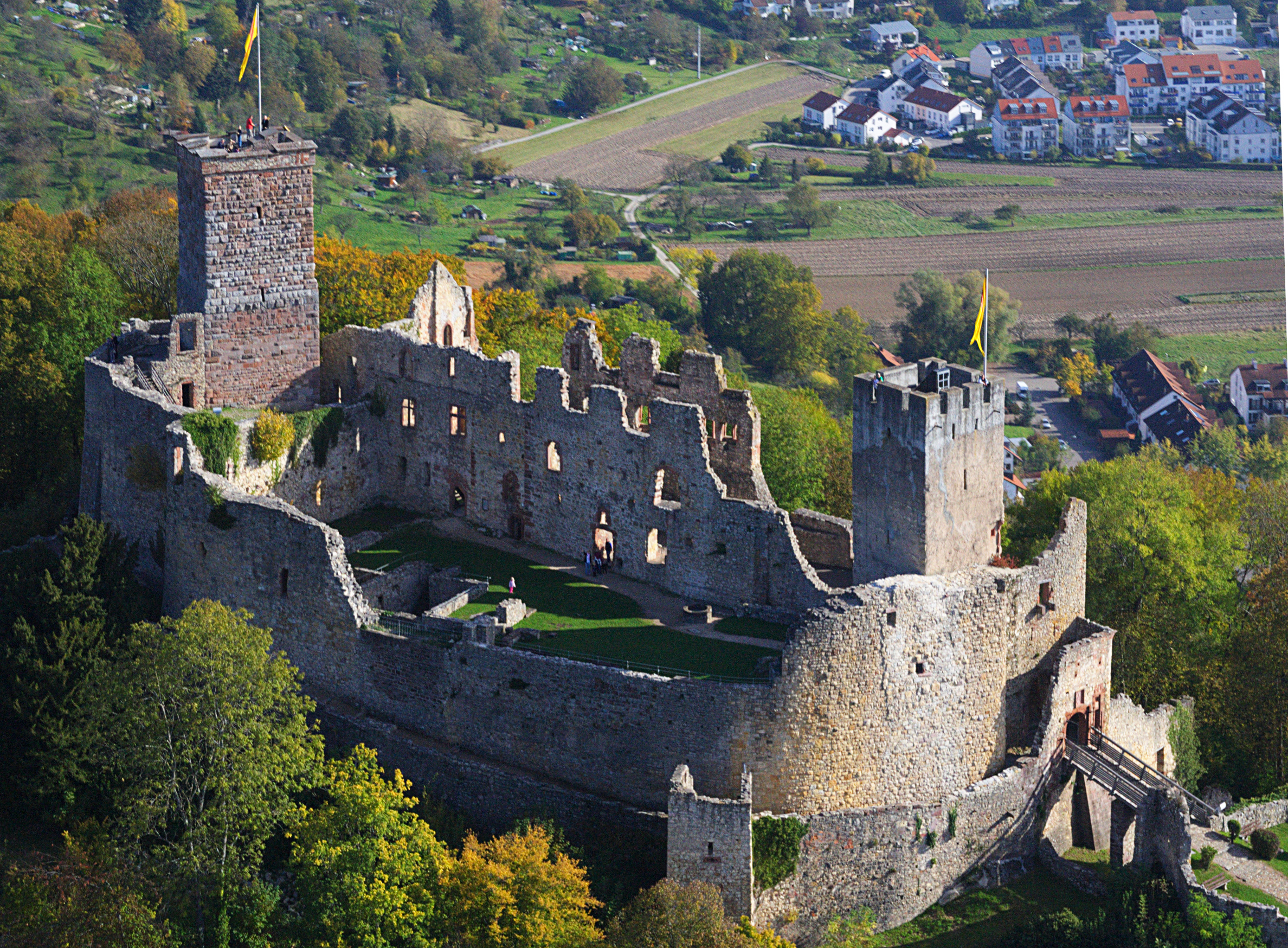
Burg Rötteln

Rudolf heiratete 1298/1299 die Erbtochter des Otto von Rötteln und 1311 wurde er durch Lüthold II. von Rötteln († 1316) als Mitregent der Herrschaft Rötteln eingesetzt. Durch diese Verbindung wurde der Grundstein für den Aufstieg des Hauses Hachberg-Sausenberg gelegt. Da Rudolf noch vor Lüthold verstarb, wurde die Herrschaft Rötteln 1315 durch Schenkung auf Rudolfs Sohn Heinrich übertragen, der in diesem Jahr mündig wurde.
Der Herrschaftsmittelpunkt wurde nun von der Sausenburg auf die bedeutendere Burg Rötteln verlegt.

### Der Anfall der Herrschaft Badenweiler (1444)

Wappen der Herrschaft Badenweiler – heute auch der Gemeinde Badenweiler

Johann Graf von Freiburg-Neuenburg, der letzte des Geschlechts der Grafen von Freiburg, schenkte am 8. September 1444 die Herrschaft Badenweiler mit der Burg Baden und der Burg Neuenfels seinen Neffen Rudolf IV. und Hugo von Hachberg-Sausenberg. Johann (Hans) von Freiburg hatte mit seiner Gemahlin Marie von Chalon sechs Kinder gehabt, die aber alle im Kindesalter gestorben waren. Eine Schenkung an den bis 1441 regierenden Markgrafen Wilhelm kam nicht in Frage, da dessen Bankrott sich bereits abzeichnete und es das Ziel war, die Stammlande beisammenzuhalten.

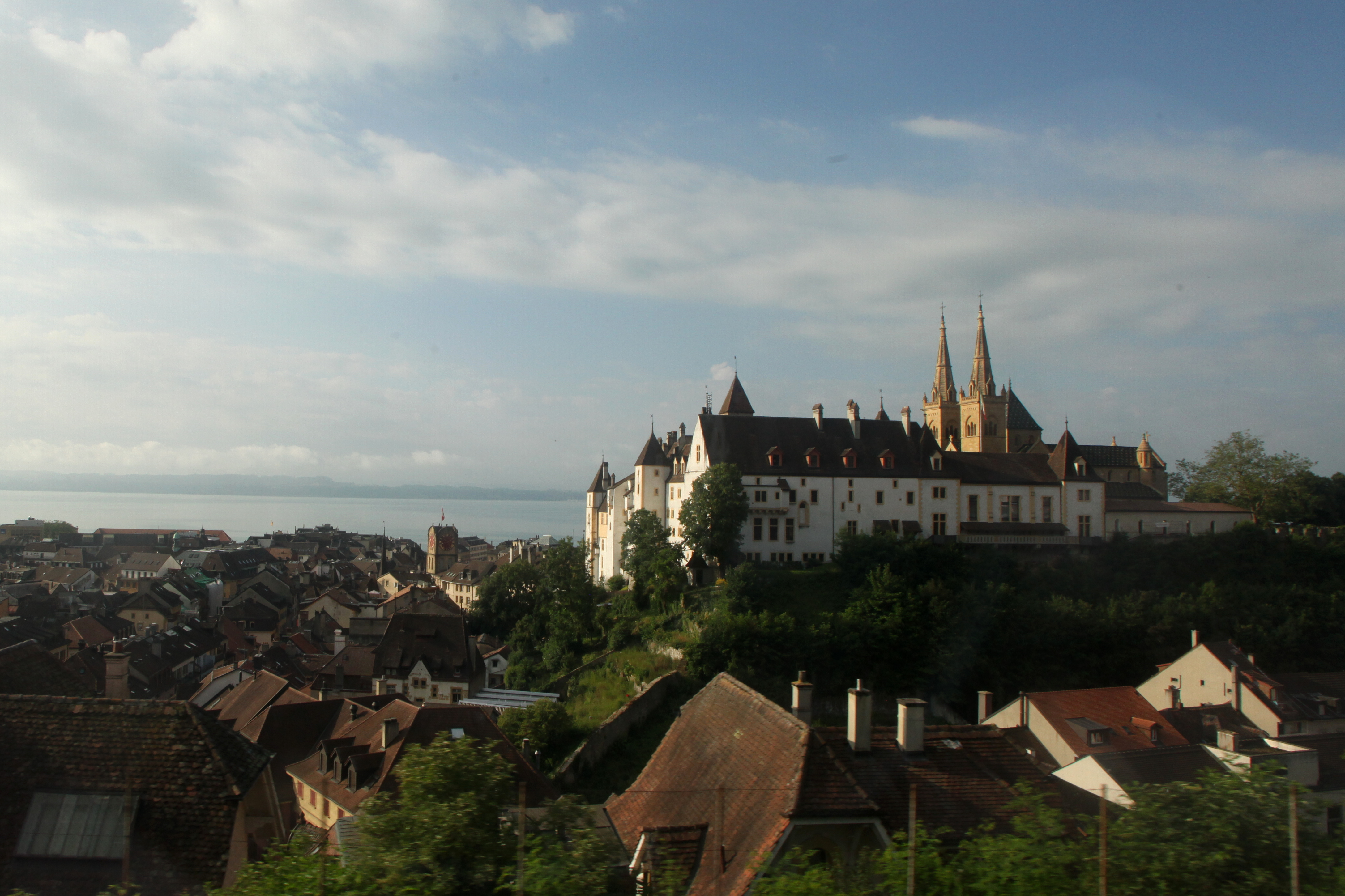
Schloss Neuenburg

Die Herrschaften Rötteln, Hachberg-Sausenberg und Badenweiler bildeten nun das sogenannte Markgräflerland, ein nahezu geschlossenes Herrschaftsgebiet südlich von Freiburg und nördlich von Basel.
1447 übertrug Graf Johann von Freiburg-Neuenburg auch seine Grafschaft Neuenburg (heute Neuchâtel/Schweiz) mit dem Schloss Neuenburg auf Rudolf. Nach dem Tode Johanns (19. Februar 1458) erbte Rudolf weitere Herrschaften in der Freigrafschaft Burgund.

### Der Übergang an die Markgrafschaft Baden (1503)
Die Markgrafschaft Hachberg-Sausenberg fiel 1503 aufgrund eines Erbvertrages zwischen Markgraf Philipp von Hachberg-Sausenberg und Markgraf Christoph I. von Baden an die Hauptlinie zurück und wurde so Teil der Markgrafschaft Baden.
Bereits Philipps Vater, Rudolf IV., hatte Verhandlungen mit dem Haus Baden über den Abschluss eines Erbvertrages begonnen und Philipp führte diese Verhandlungen am 31. August 1490 mit Markgraf Christoph I. von Baden zum Abschluss. Der Vertrag ist als „Röttelsches Gemächte“ bekannt. Hintergrund des Erbvertrages war die Absicht, einen Sohn Christophs I., Philipp von Baden, mit der Erbtochter von Hachberg-Sausenberg, Johanna, zu verheiraten, was jedoch durch politischen Druck seitens des französischen Königs nicht gelang. Johanna (* ca. 1485; † 1543) wurde nach dem Tode ihres Vaters Gräfin von Neuenburg und heiratete 1504 Ludwig von Orléans, der sich auch marquis de Rothelin nannte. Nach dem Tode Johannas (1543) nannte sich auch ihr Sohn François weiterhin marquis de Rothelin und ein gleichnamiger Enkel begründete die Nebenlinie Orléans-Rothelin.
Johanna und das Haus Orléans-Longueville versuchten den Erbvertrag zwischen Christoph I. von Baden und Philipp anzufechten, wobei sie auch um Unterstützung der eidgenössischen Stände Solothurn, Luzern, Freiburg im Üechtland und Bern ersuchten. Der Streit wurde erst 1581 mit der Zahlung von 225 000 Gulden durch das Haus Baden an das Haus Orléans-Longueville beigelegt.

## Territorium
- Landgrafschaft Sausenberg und Herrschaft Rötteln
- Herrschaft Badenweiler

Die von den Markgrafen von 1447 bis 1503 regierte Grafschaft Neuenburg war nicht Teil der Markgrafschaft.

## Wappen

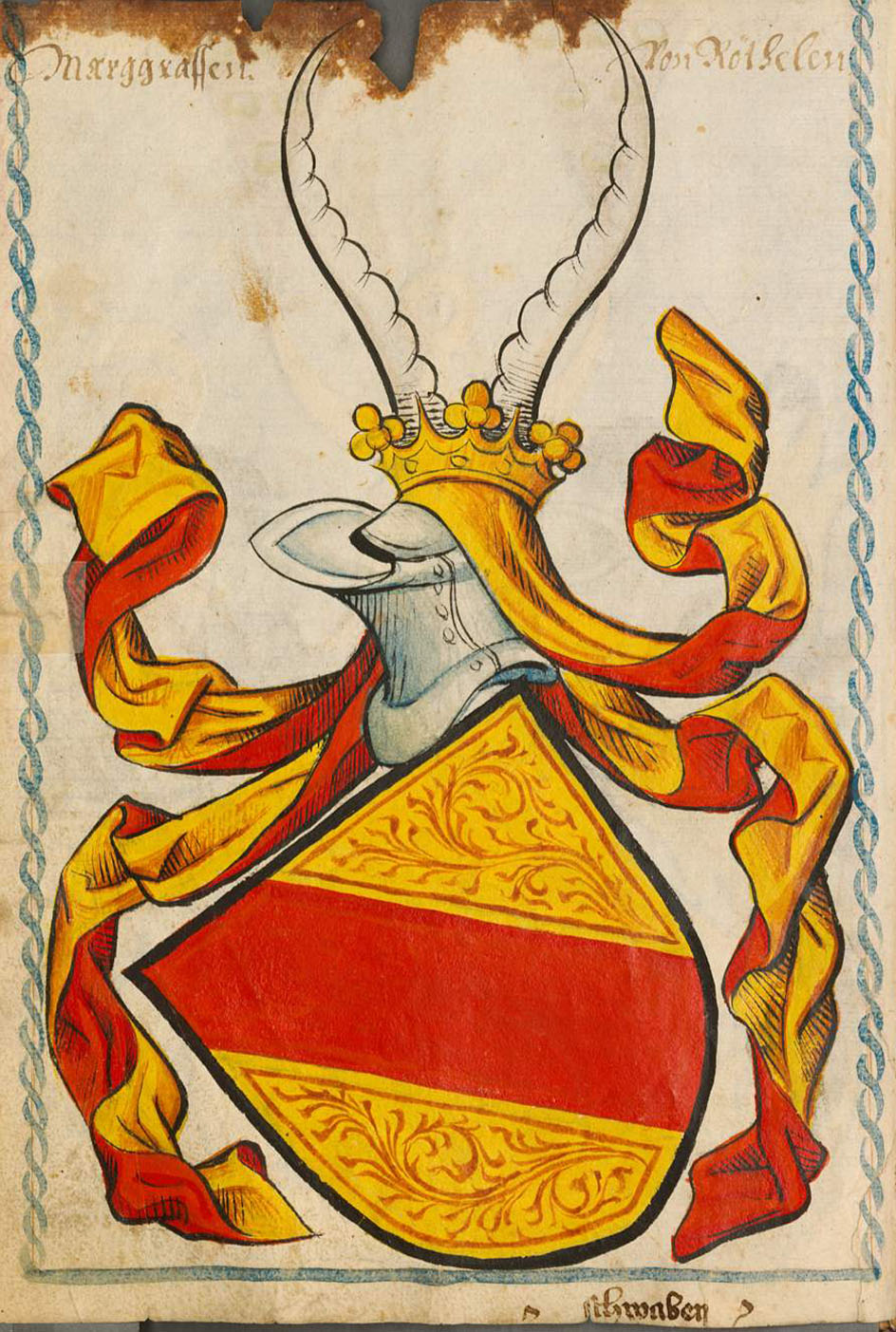
Wappen der Markgrafen

Als Nebenlinie des Hauses Baden führten auch die Markgrafen von Hachberg-Sausenberg als Wappen das Stammwappen der Markgrafen von Baden, das auf gelbem (heraldisch: goldenem) Grund einen roten Schrägbalken (immer von heraldisch rechts oben nach links unten, daher auch Schrägrechtsbalken) zeigt.  
Während die Hauptlinie eine Helmzier bestehend aus Büffelhörnern mit Lindenzweigen führt, hatten die Nebenlinien von Baden-Hachberg und von Hachberg-Sausenberg Steinbockhörner als Helmzier. Nach der Wiedervereinigung mit der Hachberger Nebenlinie übernahm die Hauptlinie die Steinbockhörner.

## Burgen der Markgrafen von Hachberg-Sausenberg

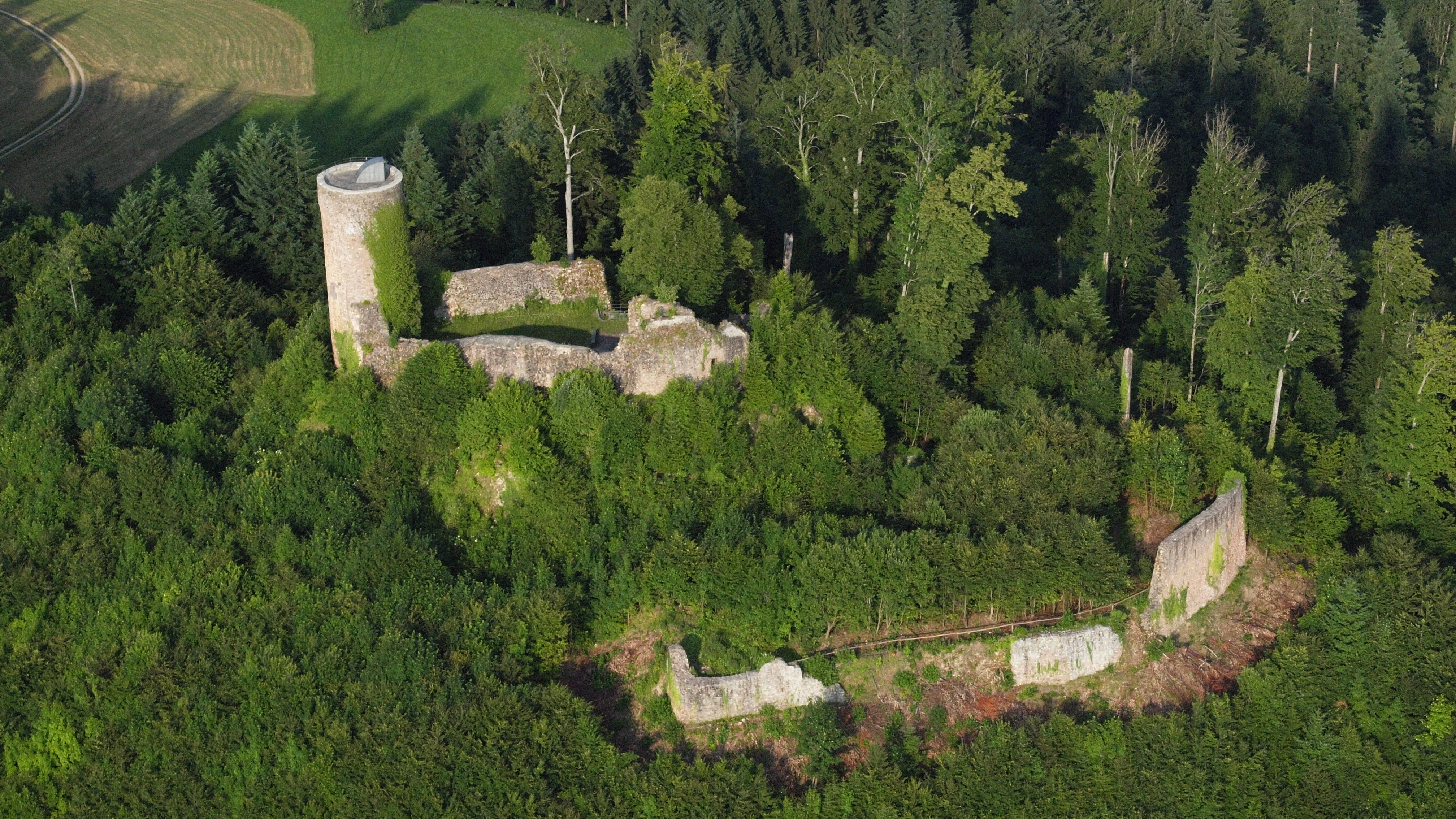
Sausenburg bei Kandern
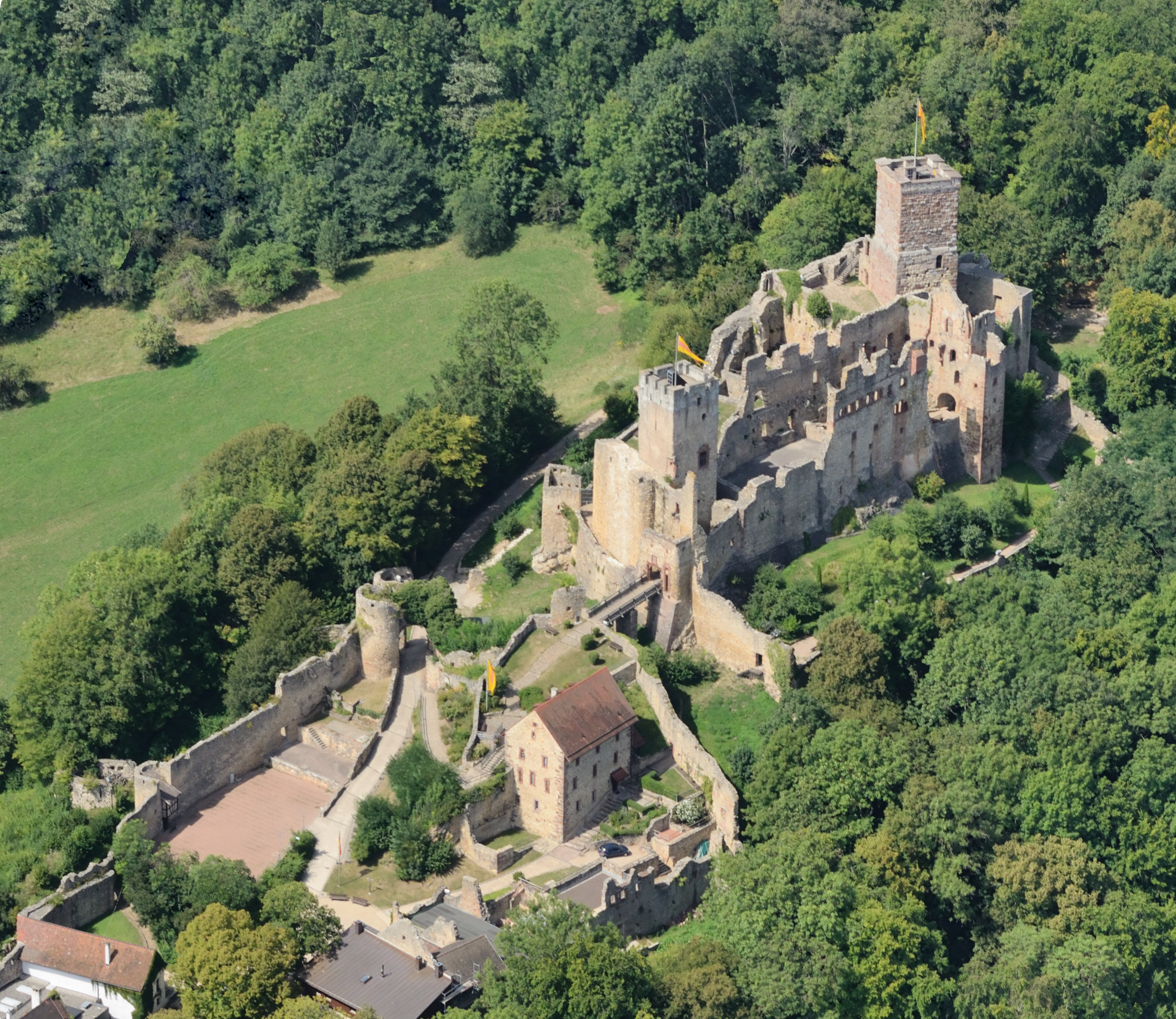
Burg Rötteln in Lörrach
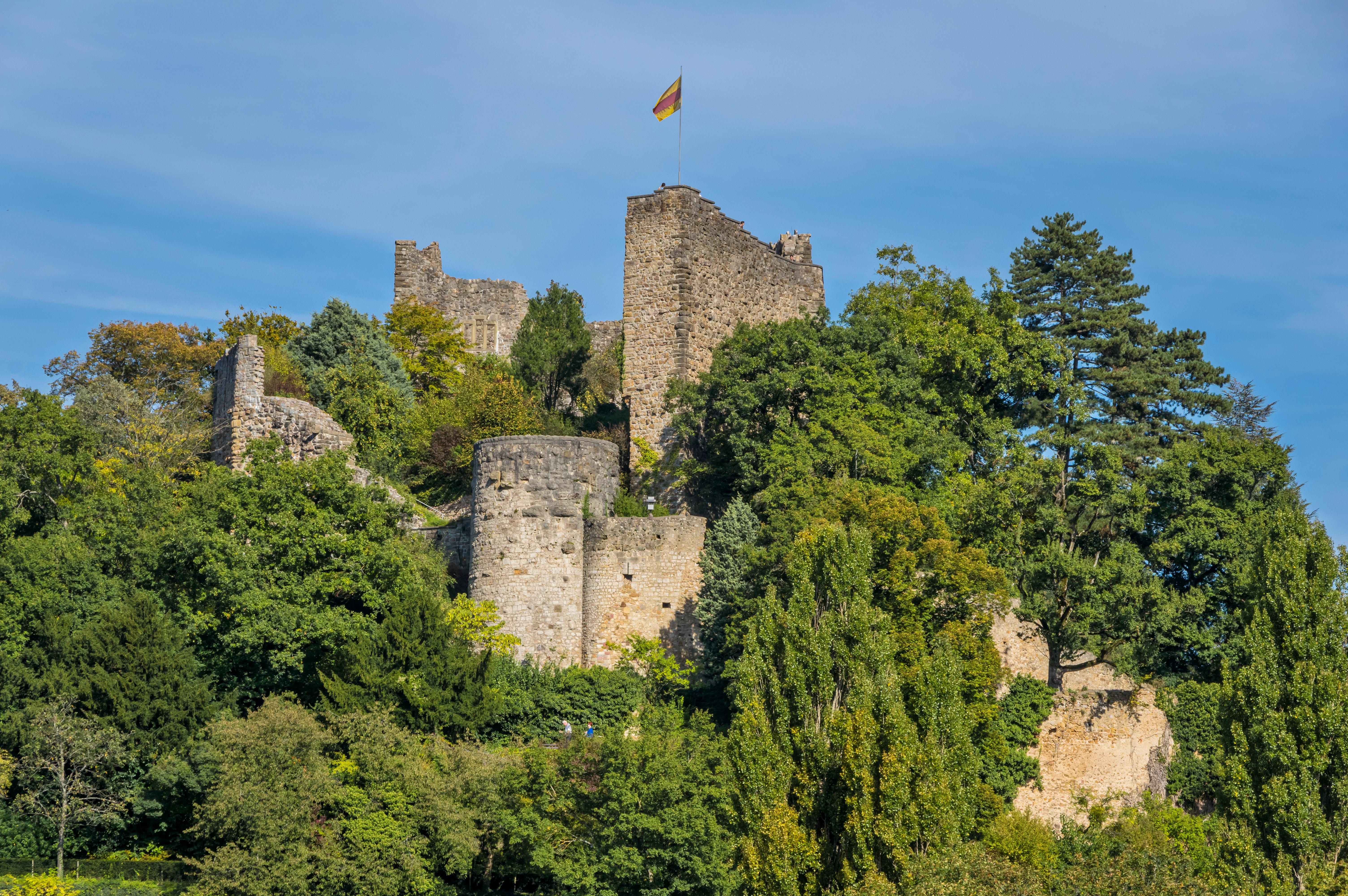
Burg Baden in Badenweiler
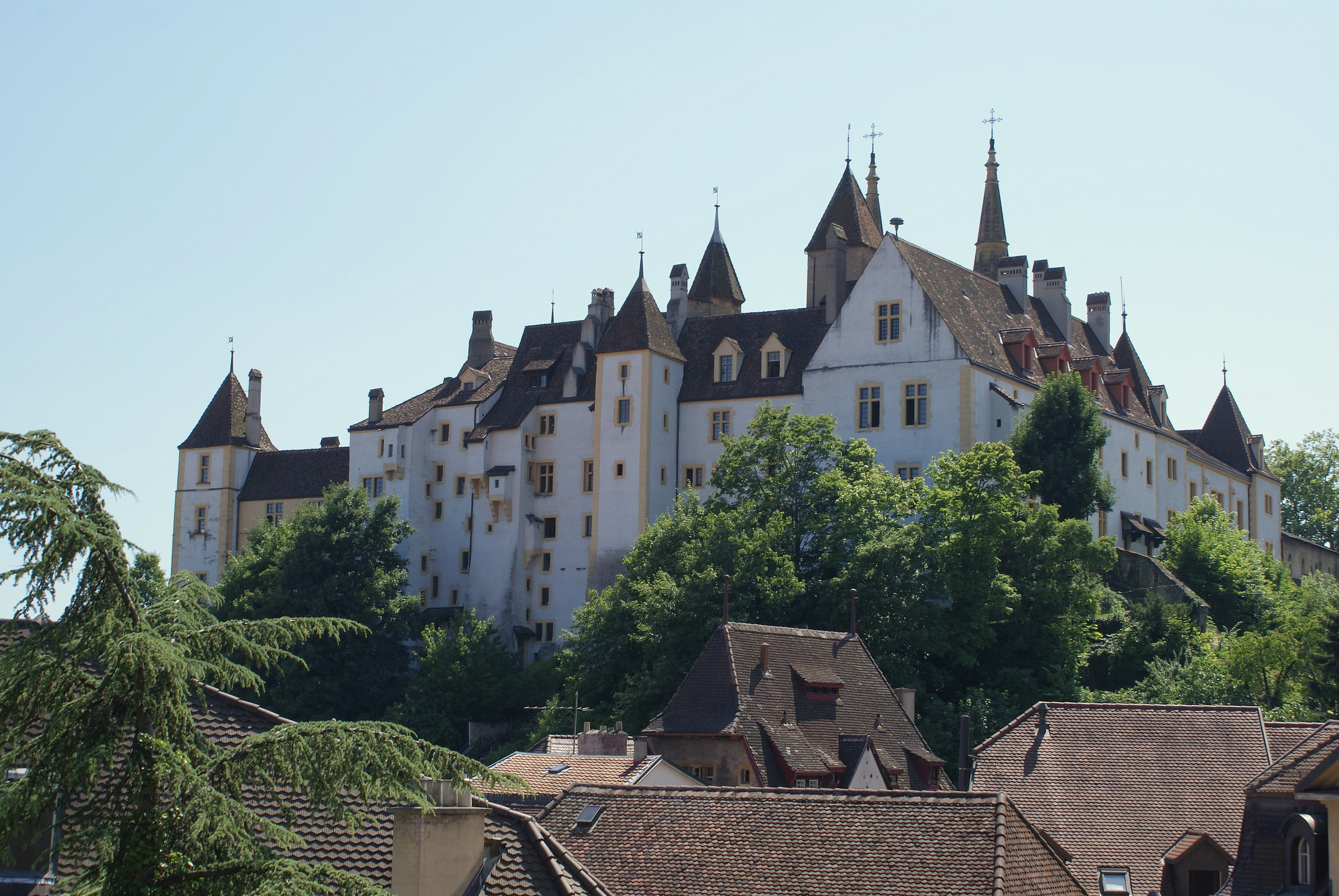
Schloss Neuenburg am See
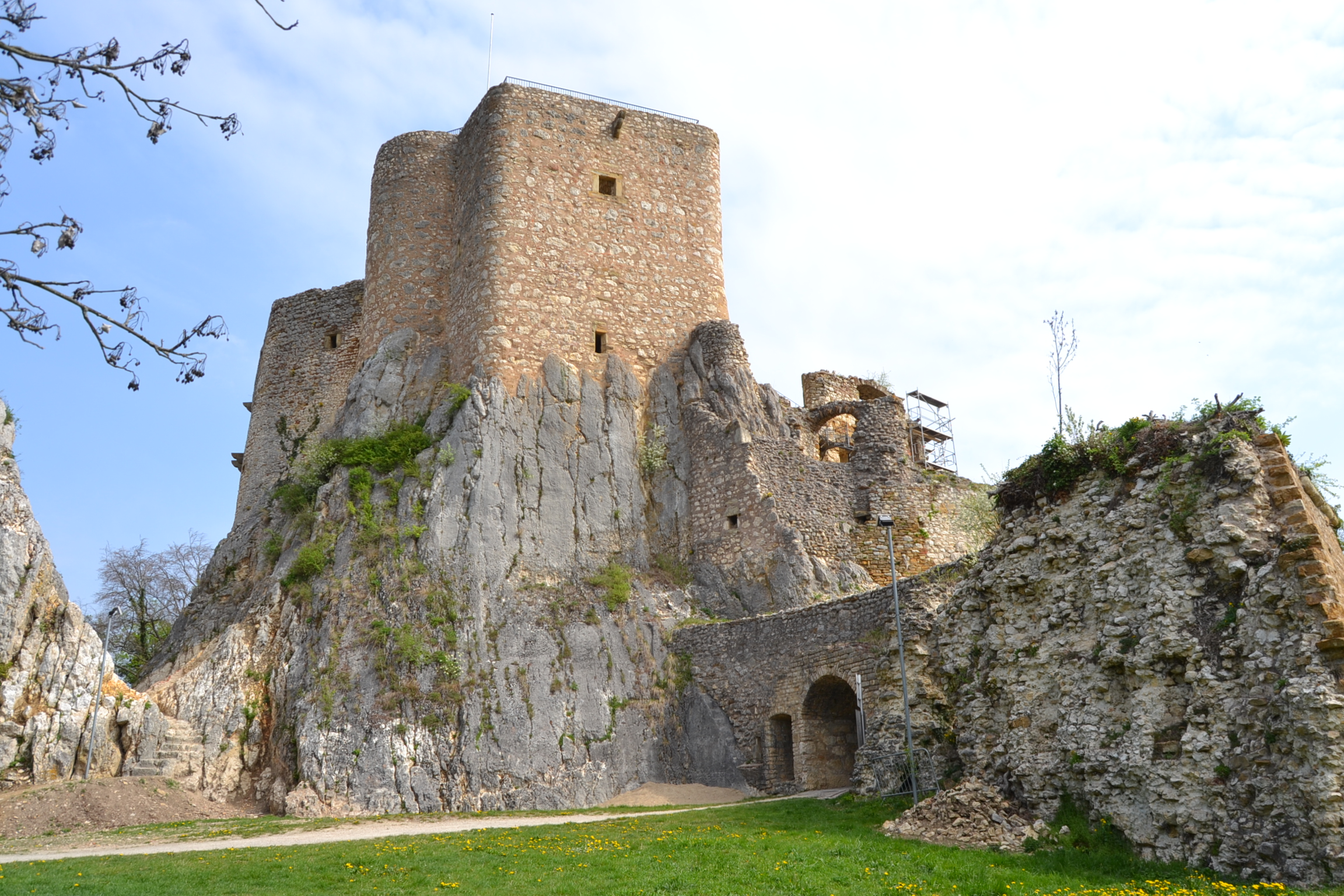
Burg Landskron (Oberelsass) – als Lehen vergeben

## Regierende Markgrafen
| Siegel | Name (Lebensdaten)           | Regierungszeit | Anmerkungen |
| ------ | ---------------------------- | -------------- | --- |
|        | Rudolf I. († 1313)           | 1306–1313      | nach dem Tod seines Vaters Heinrich II. von Baden-Hachberg († 1297) regiert er zunächst gemeinsam mit seinem Bruder; 1306 nimmt er mit seinem Bruder Heinrich III. von Baden-Hachberg eine Erbteilung vor und begründet die Nebenlinie Hachberg-Sausenberg; 1311 erbt seine Ehefrau, Agnes von Rötteln, nach dem Tod ihres Neffen Walther III. von Rötteln die Hälfte der Herrschaft Rötteln und Rudolf wird von seinem Schwager, Lüthold II. von Rötteln, als Mitregent eingesetzt |
|        | Heinrich (* 1300; † 1318)    | 1313–1318      | erbt 1313 die Landgrafschaft Sausenberg und die Hälfte der Herrschaft Rötteln; die Vormundschaft übernimmt sein Onkel Heinrich III. von Baden-Hachberg; 1315 schenkt ihm sein Onkel, Lüthold II. von Rötteln, die andere Hälfte der Herrschaft Rötteln |
|        | Otto (* 1302; † 1384)        | 1318–1384      | nach dem frühen Tod seines Bruders Heinrich regiert er bis 1352 zusammen mit seinem Bruder Rudolf II.; 1352 bis 1384 zusammen mit seinem Neffen Rudolf III. |
|        | Rudolf II. (* 1301; † 1352)  | 1318–1352      | nach dem frühen Tod seines Bruders Heinrich regiert er zusammen mit seinem Bruder Otto |
|        | Rudolf III. (* 1343; † 1428) | 1352–1428      | regiert bis 1384 zusammen mit seinem Onkel Otto; Mitautor der Rötteler Chronik; 1401 errichtet er die evangelische Kirche im Dorf Rötteln. Sein Grabmal und das seiner zweiten Gemahlin, Anna von Freiburg, in der Röttler Kirche gelten als bedeutende Zeugnisse gotischer Kunst am Oberrhein |
|        | Wilhelm (* 1406; † 1482)     | 1428–1441      | tritt 1441 wegen seiner Überschuldung als regierender Markgraf zurück um seinen unmündigen Söhnen die Markgrafschaft zu erhalten |
|        | Rudolf IV. (* 1426; † 1487)  | 1441–1487      | bis 1444 vormundschaftliche Regierung des Grafen Johann von Freiburg; sein Bruder Hugo, der 1444 zunächst gemeinschaftlich die Regierung übernimmt, stirbt bald darauf; 1444 schenkt ihm Johann von Freiburg die Herrschaft Badenweiler und 1447 die Grafschaft Neuenburg; wirkt am Hof der Herzöge von Burgund und als Vermittler bei Streitigkeiten zwischen Burgund, der Eidgenossenschaft und den Habsburgern                                                                   |
|        | Philipp (* 1454; † 1503)     | 1487–1503      | dient dem burgundischen Herzog Karl dem Kühnen und später den französischen Königen Karl VIII. und Ludwig XII., der ihn mit einem Lettre de naturalité zum Franzosen macht |